# Kaiserstraße 27 (Quedlinburg)

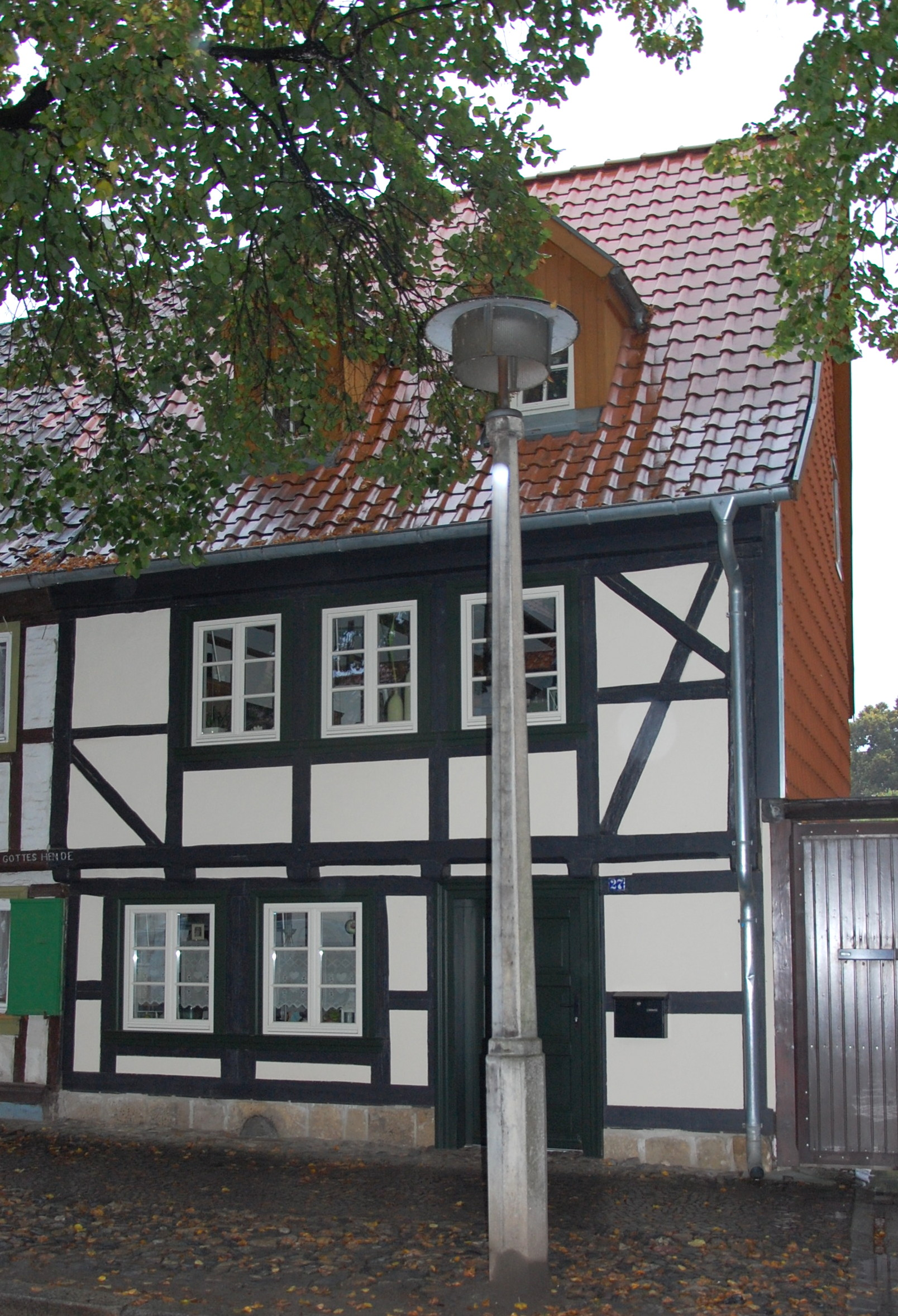
Kaiserstraße 27

Das Haus Kaiserstraße 27 ist ein denkmalgeschütztes Gebäude in der Stadt Quedlinburg in Sachsen-Anhalt.

## Lage
Es befindet sich in der historischen Quedlinburger Neustadt auf der Südseite der Kaiserstraße und ist im Quedlinburger Denkmalverzeichnis als Wohnhaus eingetragen. Östlich grenzt das gleichfalls denkmalgeschützte Haus Kaiserstraße 26, westlich das Haus Kaiserstraße 28 an.

## Architektur und Geschichte
Das zweigeschossige Fachwerkhaus stammt vermutlich wie auch die benachbarten Bauten aus der Zeit um 1720. An der Fachwerkfassade findet sich die Fachwerkfigur des Halben Manns. Darüber hinaus gibt es auch eine Fußstrebe.